# Радио сигнал SHGb02+14a
Радио сигналът SHGb02+14a е получен при търсене на извънземен разум в проекта SETI@home. За него се съобщава в специализираното издание New Scientist на 1 септември 2004 г. Този слаб източник е наблюдаван три пъти на честота 1420 мегахерца.
Планетарното общество, в своето изявление е твърде скептично за откритието. Скептицизма е породен от факта, че източника е локализиран между съзвездията Риби и Овен, в посока, където няма звезда на 1000 светлинни години. Честотата на сигнала се характеризира с бързо отместване, което предполага за източник планета обикаляща 40 пъти по-бързо своето слънце отколкото Земята.
Обясненията за явлението варират от артефакт със степен на случайност, до космически шум или технологична грешка.